# Maria Bohun
Maria (de) Bohun, Maria z Herefordu (ur. 1369/1370, zm. 4 lipca 1394 w Peterborough) – współdziedziczka ostatniego męskiego przedstawiciela linii Bohunów z Herefordu, hrabina Derby w latach 1380/1381–1394 jako żona Henryka z Bolingbroke, późniejszego króla Anglii Henryka IV, który objął tron po jej śmierci.
Rekordzistka wśród członkiń angielskiej rodziny panującej jako najmłodsza pierworódka w historii monarchii. Matka dwojga koronowanych władców: Henryka V, uznawanego za jednego z największych angielskich królów i bohatera narodowego oraz królowej Norwegii, Danii i Szwecji Filipiny.
Zaliczana do grona znaczących angielskich mecenasów sztuki i bibliofilów swojej epoki.

## Pochodzenie
Maria pochodziła z arystokratycznego rodu anglonormańskiego Bohunów (Bounów), których pierwotne gniazdo rodowe prawdopodobnie znajdowało się w zachodniej Normandii, na terytorium obecnego departamentu Manche.
Nazwisko rodowe Marii w średniowieczu zapisywano jako Bohun, Boun, Boum albo Bohoun. W literaturze przedmiotu używa się trzech zapisów miana hrabiny Derby: Maria Bohun, Maria de Bohun lub Maria z Bohun.
Maria była młodszą córką i współdziedziczką hrabiego Northampton, Herefordu i Essexu Humphreya. Jej matką była pochodząca z rodu FitzAlanów Joan, córka hrabiego Arundel i Surrey.
Po mieczu Maria Bohun pochodziła od angielskiego króla Edwarda I. Po kądzieli była potomkinią angielskiego króla Henryka III

## Małżeństwo
W roku 1380 lub 1381, prawdopodobnie w miesiącach zimowych, Maria poślubiła królewskiego wnuka Henryka z Bolingbroke. Najwcześniejszym możliwym terminem zawarcia związku jest lipiec 1380, najpóźniejszym luty 1381, ponieważ Maria z pewnością była żoną Henryka z Bolingbroke na początku marca, co potwierdza dokument jej teścia.
W momencie zawierania małżeństwa Maria zaliczała się do najlepszych partii w kraju jako druga w kolejności najbardziej zamożnych dziedziczek.

## Potomstwo
Biorąc ślub z młodocianym hrabią Derby, Maria Bohun miała nie więcej niż 11 lat, a prawdopodobnie zaledwie 10 lat. Mimo że nie osiągnęła wieku sprawnego, związek został wkrótce dopełniony, a Maria zaszła w ciążę. Hrabina Derby uważana jest za najmłodszą matkę w historii brytyjskich rodów królewskich. Swoje pierwsze dziecko urodziła w wieku zaledwie 11 lub 12 lat. Narodzony w kwietniu 1382 syn nie przeżył jednak okresu niemowlęcego.
Najstarszy syn hrabiny Derby, który przeżył dzieciństwo, urodzony po 5-letniej przerwie Henryk z Monmouth, objął tron angielski po śmierci ojca jako Henryk V w roku 1413.
Wszyscy młodsi synowie osiągnęli wyższe godności państwowe i otrzymali tytuły książęce. Obie córki Marii Bohun poślubiły władców kontynentalnych, co wówczas było raczej wyjątkowe wśród członkiń angielskiej rodziny królewskiej.

## Działalność

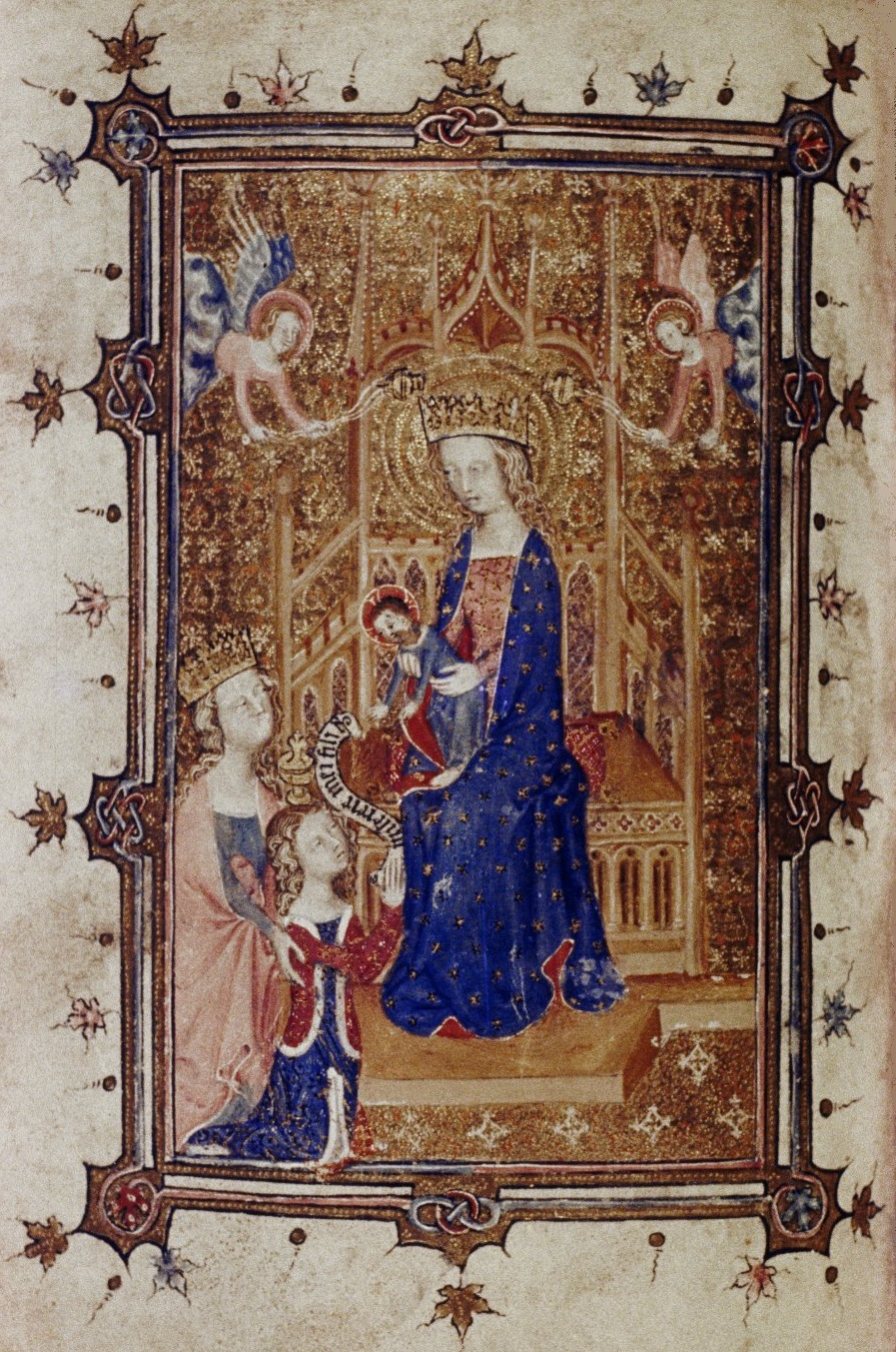
Maria Bohun przed Madonną z Dzieciątkiem w Psałterzu i Godzinkach Bohunów ze zbiorów Biblioteki Bodlejańskiej.

Podtrzymując patronackie tradycje Bohunów z Herefordu i FitzAlanów z Arundel, Maria była mecenasem sztuki i bibliofilem, podobnie jak jej ojciec, matka i siostra Eleonora, księżna Gloucester. Posiadała takie dzieła jak francuskie romanse dworskie, m.in. przechowywany w Bibliotece Brytyjskiej i ozdobiony jej herbami Lancelot du Lac (Lancelot z Jeziora), psałterze, godzinki i oficja.
Jeden z manuskryptów Marii odziedziczyła jej młodsza córka Filipina, królowa trzech państw skandynawskich. Rękopis ten, znany jako Godzinki Marii Bohun, przechowywany jest w Kongelige Bibliothek w Kopenhadze.
Inny rękopis posiadała zapewne jej starsza córka, palatynowa reńska Blanka. Psałterz ten drogą dziedziczenia przeszedł na własność jednej z palatynówien, margrabiny badeńskiej Elżbiety, dzięki której na początku XVI w. trafił do klasztoru cysterek w Baden, gdzie jest obecnie przechowywany.
Wizerunek hrabiny Derby zachował się na jednej z kart przechowywanego w Bibliotece Bodlejańskiej modlitewnika należącego do Bohunów. Wykonana około 1380 miniatura przedstawia klęczącą przed Marią z Dzieciątkiem i polecaną jej przez patronkę św. Marię Magdalenę dziewczynę w stroju dekorowanym motywami heraldycznymi, które wskazują na związki z angielską rodziną królewską i rodem Bohunów.
W roku 1388 wraz ze swoją ciotką, hrabiną Kentu Alice FitzAlan, została zaliczona w poczet dam Orderu Podwiązki.

## Śmierć i pochówek

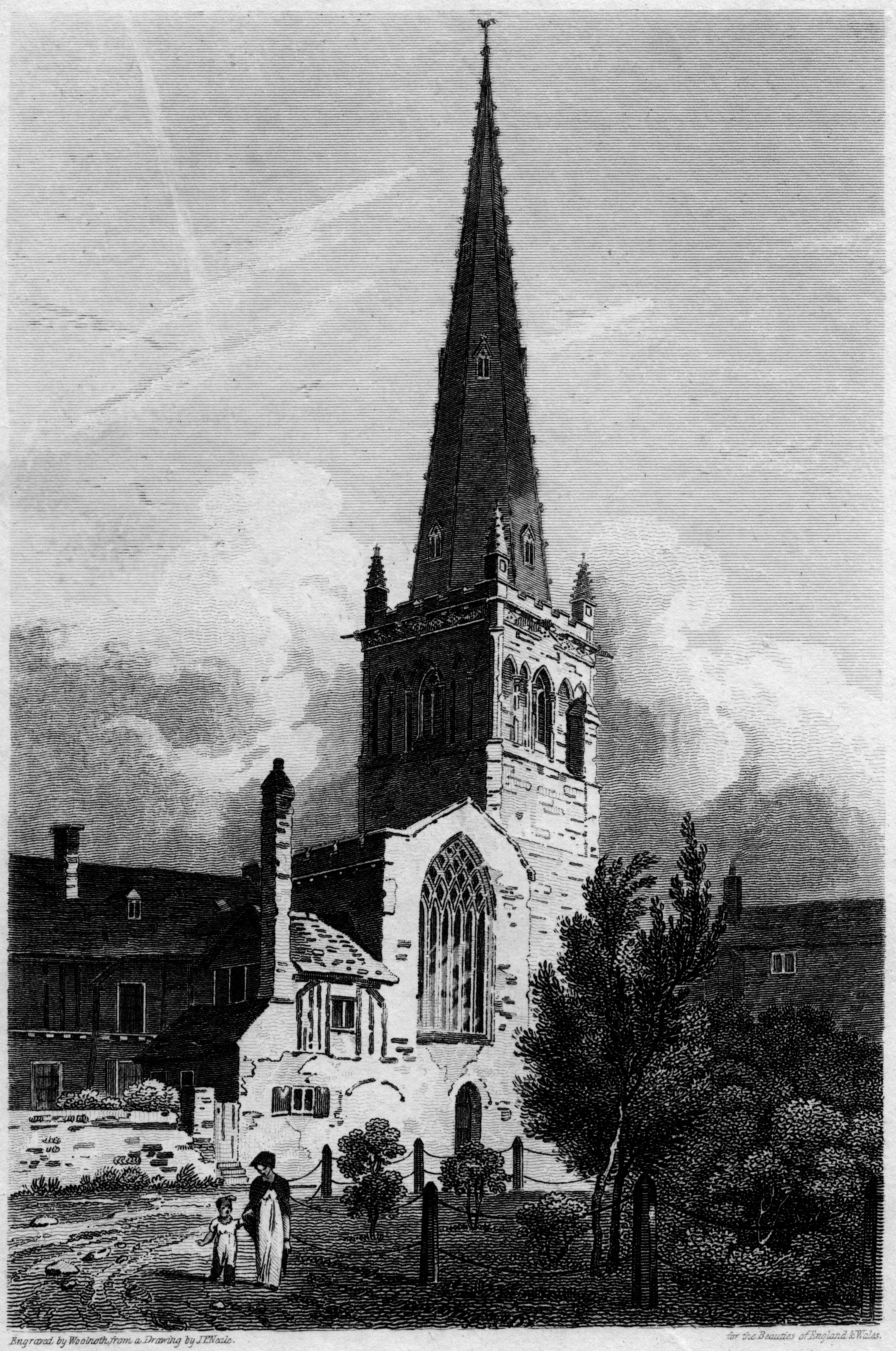
XIX-wieczne przedstawienie pozostałości leicesterskiej kolegiaty St. Mary de Castro (przed wiktoriańską restauracją), w której pochowano Marię Bohun.

Dnia 4 lipca 1394 w zamku w Peterborough Maria Bohun zmarła w połogu po urodzeniu młodszej córki Filipiny. Datę miesięczną i powód zgonu oraz miejsce pochówku hrabiny Derby podała m.in. kronika opactwa westminsterskiego: Item circa principium mensis Julii obiit comitissa Derbeye in puerperio, et aput Leycestr’ est sepulta.
Hrabina Derby została pochowana 6 lipca w mauzoleum Lancasterów w kościele kolegiackim St. Mary de Castro w Leicesterze. Z rachunków królewskich wynika, że zaraz po wstąpieniu na tron Henryk V ozdobił istniejący już nagrobek matki, fundując figurę przedstawiającą Marię Bohun wraz z dekoracją heraldyczną. W latach 30. XVI w. mauzoleum i znajdujący się w nim nagrobek Marii Bohun zostały opisane przez królewskiego antykwariusza Johna Lelanda.
Kolegiata St. Mary de Castro została zdewastowana i częściowo rozebrana przed rokiem 1690, a znajdujące się w niej pochówki uległy zniszczeniu. Niekiedy w literaturze przedmiotu podawana jest jednak informacja, że szczątki Marii Bohun zostały przeniesione do kaplicy szpitalnej Trinity Hospital w mieście Leicester.